# 이이다 히로타카
이이다 히로타카(일본어: 飯田 絋孝, 1982년 4월 29일 ~ )는 일본의 전 축구 선수이다.

## 구단 경력
과거 요코하마 F. 마리노스에서 활동하였다.